# Oabius ineptus
Oabius ineptus är en mångfotingart som beskrevs av Chamberlin 1916. Oabius ineptus ingår i släktet Oabius och familjen stenkrypare. Inga underarter finns listade i Catalogue of Life.